# Peter Greenwood (cầu thủ bóng đá)
Peter Greenwood (sinh ngày 11 tháng 9 năm 1924 - Ngày 30 tháng 11 năm 2021) là một cầu thủ bóng đá người Anh, từng thi đấu ở vị trí wing half tại Football League cho Chester.